# Pradosia caracasana
Pradosia caracasana là một loài thực vật có hoa trong họ Hồng xiêm. Loài này được (Pittier) T.D.Penn. miêu tả khoa học đầu tiên năm 1990.